# Sauveterre, Tarn
Sauveterre là một xã thuộc tỉnh Tarn trong vùng Occitanie ở phía nam nước Pháp. Xã này nằm ở khu vực có độ cao trung bình 301 mét trên mực nước biển.
Sông Thoré tạo thành ranh giới phía bắc thị trấn.